# Copa Libertadores 2000
W czterdziestej pierwszej edycji Copa Libertadores udział wzięły 34 kluby reprezentujące wszystkie kraje zrzeszone w CONMEBOL oraz Meksyk, będący członkiem CONCACAF. Dwa najsilniejsze państwa, Brazylia i Argentyna, wystawiły po 4 kluby. Ponadto Brazylię reprezentował piąty klub – broniący tytułu SE Palmeiras. Reszta państw oprócz Meksyku i Wenezueli wystawiła po trzy kluby, natomiast Meksyk i Wenezuela po dwa kluby.
Palmeiras, choć zdołał dotrzeć do finału turnieju, nie obronił tytułu, gdyż w finale przegrał po rzutach karnych z argentyńskim klubem Boca Juniors.
Na początku turnieju rozegrana została faza wstępna, gdzie zmierzyły się ze sobą kluby meksykańskie i wenezuelskie. Kluby z Meksyku okazały się zdecydowanie lepsze i awansowały do fazy grupowej. W fazie grupowej 32 kluby podzielono na 8 grup liczących po 4 drużyny. Do 1/8 finału awansowały po dwa najlepsze kluby z każdej grupy.
W 1/8 finału wylosowano osiem par, które wyłoniły ośmiu ćwierćfinalistów. W ćwierćfinale wylosowano cztery pary, które wyłoniły czterech półfinalistów. W półfinale dwie pary wyłoniły dwóch finalistów.
Wielką rewelacją turnieju był reprezentujący Meksyk klub Club América, który dotarł aż do półfinału, gdzie uległ późniejszemu triumfatorowi – klubowi Boca Juniors.
O ile Boca Juniors bez większych problemów awansował do finału, to jego finałowy rywal, broniący tytułu Palmeiras, aż dwukrotnie uzależniał swój awans od rzutów karnych. Drużyna z Brazylii dwukrotnie okazała się lepsza w rzutach karnych od swych rywali, jednak w finale Plameiras przegrał konkurs karnych z Boca Juniors i nie obronił tytułu.
Turniej zdominowany został przez kluby trzech państw – Brazylii, Argentyny i Meksyku. Do ćwierćfinału poza klubami tej trójki zdołał dotrzeć tylko boliwijski klub Club Bolívar.
Nie licząc klubów z Wenezueli najsłabiej spisały się kluby z Ekwadoru i Peru.

## 1/32 finału
- Runda kwalifikacyjna: Meksyk, Wenezuela

| 29.09 Club América – Atlas Guadalajara 2:0 (1:0) - 1:0 Cuauhtémoc Blanco 9, 2:0 Cuauhtémoc Blanco 50 |
| 29.09 Táchira San Cristóbal – ItalChacao Caracas 0:2 (0:2) - 0:1 Rogerio Pereira 1, 0:2 Rafael Castellin 22 |
| 05.10 Táchira San Cristóbal – Club América 1:0 (0:0) - 1:0 José González 58 |
| 07.10 ItalChacao Caracas – Club América 1:1 (0:1) - 0:1 Juan Ángel Paredes 32, 1:1 Rafael Castellin 68 |
| 19.10 Táchira San Cristóbal – Atlas Guadalajara 2:2 (0:1) - 0:1 Juan Pablo Rodríguez 45, 0:2 Hugo Castillo 53, 1:2 Diego Gastón Herrera 58, 2:2 Gustavo Romanello 83 |
| 21.10 ItalChacao Caracas – Atlas Guadalajara 3:3 (0:1) - 0:1 Hugo Castillo 36, 0:2 Daniel Osorno 51, 1:2 Rafael Castellin 68, 1:3 Daniel Osorno 70, 2:3 Rafael Castellin 75, 3:3 Alfredo Daniel Turdo 77                                                                     |
| 27.10 Atlas Guadalajara – Club América 6:3 (0:2) - 0:1 Cuauhtémoc Blanco 24, 0:2 Jonathan Martínez 39, 1:2 Hugo Castillo 50, 2:2 Miguel Ángel Zepeda 54, 3:2 César Andrade 60, 4:2 Hugo Castillo 65, 5:2 Gerardo Torres 71, 6:2 Isaac Terrazas 72s, 6:3 Cuauhtémoc Blanco 74 |
| 27.10 ItalChacao Caracas – Táchira San Cristóbal 0:0 |
| 09.11 Club América – Táchira San Cristóbal 6:0 (2:0) - 1:0 Marcelo 39, 2:0 Pável Pardo 41, 3:0 Fabián Estay 50, 4:0 Pável Pardo 53, 5:0 Marco Antonio Sánchez 61k, 6:0 Sergio Ángel Berti 72                                                                                 |
| 11.11 Atlas Guadalajara – Táchira San Cristóbal 3:0 (1:0) - 1:0 Juan Pablo Rodríguez 19k, 2:0 Juan Pablo Rodríguez 66k, 3:0 Daniel Osorno 87 |
| 16.11 Club América – ItalChacao Caracas 1:1 (1:1) - 1:0 Isaac Terrazas 30, 1:1 Rafael Castellin 35 |
| 18.11 Atlas Guadalajara – ItalChacao Caracas 2:2 (0:1) - 0:1 Cristián Casseres 34, 1:1 Miguel Ángel Zepeda 51, 2:1 Diego Martín Cocca 78, 2:2 Cristián Casseres 90 |

| Klub                  | Mecze | Zw | Rem | Por | Pkt | BrZd | BrStr |
| --------------------- | ----- | -- | --- | --- | --- | ---- | ----- |
| Atlas Guadalajara     | 6     | 2  | 3   | 1   | 9   | 16   | 12    |
| Club América          | 6     | 2  | 2   | 2   | 8   | 13   | 9     |
| ItalChacao Caracas    | 6     | 1  | 5   | 0   | 8   | 9    | 7     |
| Táchira San Cristóbal | 6     | 1  | 2   | 3   | 5   | 3    | 13    |

## 1/16 finału

### Grupa 1
| 16.02 Alianza Lima – Athletico Paranaense 0:3 (0:2) - 0:1 Luizinho Netto 7, 0:2 Lucas Severino 43, 0:3 Kelly 61                                             |
| 23.02 CS Emelec – Club Nacional de Football 0:2 (0:0) - 0:1 Mario Regueiro 57, 0:2 Gustavo Varela 90                                                        |
| 29.02 Alianza Lima – CS Emelec 2:1 (2:0) - 1:0 Rafael Fabio Villanueva 33, 2:0 Henry Quinteros 40, 2:1 Moisés Cuero 67                                      |
| 08.03 Club Nacional de Football – Alianza Lima 2:0 (0:0) - 1:0 Alejandro Lembo 53, 2:0 Rubén Da Silva 66                                                    |
| 09.03 Athletico Paranaense – CS Emelec 1:0 (0:0) - 1:0 Kléber Pereira 68                                                                                    |
| 15.03 Club Nacional de Football – Athletico Paranaense 1:3 (0:2) - 0:1 Kelly 13, 0:2 Kelly 18, 1:2 Diego Martín Scotti 57, 1:3 Lucas Severino 62            |
| 22.03 Club Nacional de Football – CS Emelec 1:0 (0:0) - 1:0 Gabriel Álvez 68                                                                                |
| 22.03 Athletico Paranaense – Alianza Lima 2:1 (1:1) - 1:0 Luizinho Netto 3, 1:1 John Hinostroza 31, 2:1 Lucas Severino 75                                   |
| 04.04 CS Emelec – Athletico Paranaense 0:0 |
| 05.04 Alianza Lima – Club Nacional de Football 2:2 (0:1) - 0:1 Gianni Guigou 24, 1:1 Marcial Salazar 51, 2:1 Henry Quinteros 68, 2:2 Diego Martín Scotti 70 |
| 12.04 Athletico Paranaense – Club Nacional de Football 2:0 (1:0) - 1:0 Luís Carlos Goiano 42, 2:0 Luizinho Netto 47                                         |
| 12.04 CS Emelec – Alianza Lima 2:2 (0:2) - 0:1 Bratzo Gil 25, 0:2 Ernesto Arakiki 44, 1:2 Moisés Candelario 54, 2:2 Otilino Tenorio 67                      |

| Klub                      | Mecze | Zw | Rem | Por | Pkt | BrZd | BrStr |
| ------------------------- | ----- | -- | --- | --- | --- | ---- | ----- |
| Athletico Paranaense      | 6     | 5  | 1   | 0   | 16  | 11   | 2     |
| Club Nacional de Football | 6     | 3  | 1   | 2   | 10  | 8    | 7     |
| Alianza Lima              | 6     | 1  | 2   | 3   | 5   | 7    | 12    |
| CS Emelec                 | 6     | 0  | 2   | 4   | 2   | 3    | 8     |

### Grupa 2
| 22.02 CD Universidad Católica – CA Peñarol 1:1 (1:0) - 1:0 Francisco Fernández 35, 1:1 José María Franco 67 |
| 23.02 Club Blooming – Boca Juniors 1:0 (0:0) - 1:0 Víctor Hugo Antelo 45 |
| 02.03 Boca Juniors – CD Universidad Católica 2:1 - 1:0 Antonio Daniel Barijho 35, 2:0 Guillermo Barros Schelotto 57k, 2:1 Mario Antonio Núñez 75 |
| 02.03 CA Peñarol – Club Blooming 2:1 - 1:0 José María Franco 2, 2:0 Gabriel Cedrés 20, 2:1 Raúl Gutiérrez Sagredo 17 |
| 09.03 Club Blooming – CD Universidad Católica 3:1 (1:0) - 1:0 Limberg Gutiérrez 9, 2:0 Raúl Jutiniano 50, 2:1 Marcelo Carracedo 77, 3:1 Gustavo Paredes 82 |
| 16.03 CA Peñarol – Boca Juniors 0:0 |
| 22.03 Boca Juniors – Club Blooming 6:1 (2:0) - 1:0 Alfredo Moreno 3, 2:0 Cristian Alberto Traverso 9, 3:0 Alfredo Moreno 46, 4:0 Alfredo Moreno 58, 5:0 Alfredo Moreno 63, 6:0 Alfredo Moreno 65, 6:1 Limberg Gutiérrez 73                                                                    |
| 05.04 CA Peñarol – CD Universidad Católica 5:1 (3:0) - 1:0 José María Franco 3, 2:0 José María Franco 11, 3:0 José María Franco 35, 4:0 Martín Adrián García 54, 4:1 Mario Antonio Núñez 68, 5:1 Antonio Pacheco D’Agosti 83                                                                  |
| 12.04 CD Universidad Católica – Boca Juniors 1:3 (1:1) - 1:0 Mario Antonio Núñez 20, 1:1 Antonio Daniel Barijho 34, 1:2 Jorge Hernán Bermúdez 70, 1:3 Antonio Daniel Barijho 84 |
| 13.04 Club Blooming – CA Peñarol 3:3 (1:3) - 0:1 José María Franco 10, 1:1 Víctor Hugo Antelo 15 k, 1:2 Martín Adrián García 16, 1:3 Pablo Bengoechea 19k, 2:3 Limberg Gutiérrez 73, 3:3 Limberg Gutiérrez 88                                                                                 |
| 19.04 Boca Juniors – CA Peñarol 3:1 (0:1) - 0:1 Antonio Pacheco D’Agosti 38, 1:1 Rodolfo Arruabarrena 52, 2:1 Julio Javier Marchant 61, 3:1 Antonio Daniel Barijho 85 |
| 19.04 CD Universidad Católica – Club Blooming 5:0 (4:0) - 1:0 Mario Antonio Núñez 6, 2:0 Mario Antonio Núñez 29, 3:0 Néstor Raúl Gorosito 31, 4:0 Néstor Raúl Gorosito 32, 5:0 Milovan Mirosevic 57 - ostatni mecz grupy został przerwany w 65 minucie z powodu mgły – wynik utrzymano w mocy |

| Klub                    | Mecze | Zw | Rem | Por | Pkt | BrZd | BrStr |
| ----------------------- | ----- | -- | --- | --- | --- | ---- | ----- |
| Boca Juniors            | 6     | 4  | 1   | 1   | 13  | 14   | 5     |
| CA Peñarol              | 6     | 2  | 3   | 1   | 9   | 12   | 9     |
| Club Blooming           | 6     | 2  | 1   | 3   | 7   | 9    | 17    |
| CD Universidad Católica | 6     | 1  | 1   | 4   | 4   | 10   | 14    |

### Grupa 3
| 17.02 Club América – Corinthians Paulista 2:0 (1:0) - 1:0 Joel Sánchez 37, 2:0 Joel Sánchez 71 |
| 22.02 LDU Quito – Club Olimpia 0:1 (0:0) - 0:1 Víctor Quintana 83 |
| 01.03 Club Olimpia – Club América 3:1 (2:1) - 1:0 Luis Alberto Monzón 9, 2:0 Richart Báez 19, 2:1 José Luis Calderón 40, 3:1 Gabriel González Chaves 85 |
| 03.03 Corinthians Paulista – LDU Quito 6:0 (2:0) - 1:0 Marcelinho Carioca 13k, 2:0 Luizão 21, 3:0 Luizão 50, 4:0 Luis Enrique Capurro 52s, 5:0 Luizão 70, 6:0 Dinei 72 |
| 14.03 Club América – LDU Quito 1:0 (1:0) - 1:0 José Luis Calderón 18 |
| 14.03 Club Olimpia – Corinthians Paulista 2:2 (1:1) - 0:1 Luizão 11,, 1:1 Francisco Esteche 16k, 1:2 Marcelinho Carioca 54, 2:2 Carlos Humberto Paredes 60 |
| 05.04 Corinthians Paulista – Club América 2:1 (0:1) - 0:1 Cuauhtémoc Blanco 1, 1:1 Vampeta 76, 2:1 Dinei 81 |
| 05.04 Club Olimpia – LDU Quito 1:1 (0:0) - 0:1 Luis Enrique Capurro 66, 1:1 Carlos Humberto Paredes 79 |
| 11.04 LDU Quito – Corinthians Paulista 0:2 (0:1) - 0:1 Luizão 18, 0:2 Dinei 89 |
| 12.04 Club América – Club Olimpia 8:2 (3:2) - 1:0 Carlos Hermosillo 2, 1:1 Luis Alberto Monzón 9, 2:1 Cuauhtémoc Blanco 14, 3:1 Carlos Hermosillo 41, 3:2 Víctor Quintana 43, 4:2 Pável Pardo 60, 5:2 Cuauhtémoc Blanco 65, 6:2 José Luis Calderón 71, 7:2 José Luis Calderón 80, 8:2 Cuauhtémoc Blanco 85 |
| 19.04 Corinthians Paulista – Club Olimpia 5:4 (1:2) - 1:0 Luizão 5, 1:1 Richart Báez 19, 1:2 Richart Báez 31, 2:2 Luizão 52, 3:2 Vampeta 57, 3:3 Francisco Esteche 61k, 4:3 Luizão 66, 4:4 Víctor Quintana 69, 5:4 Marcelinho Carioca 88                                                                   |
| 19.04 LDU Quito – Club América 2:2 (0:0) - 0:1 Pável Pardo 50, 0:2 José Luis Calderón 60, 1:2 Geovanny Córdoba 64, 2:2 Geovanny Córdoba 78 |

| Klub                 | Mecze | Zw | Rem | Por | Pkt | BrZd | BrStr |
| -------------------- | ----- | -- | --- | --- | --- | ---- | ----- |
| Corinthians Paulista | 6     | 4  | 1   | 1   | 13  | 17   | 9     |
| Club América         | 6     | 3  | 1   | 2   | 10  | 15   | 9     |
| Club Olimpia         | 6     | 2  | 2   | 2   | 8   | 13   | 17    |
| LDU Quito            | 6     | 0  | 2   | 4   | 2   | 3    | 13    |

### Grupa 4
| 23.02 Atlas Guadalajara – River Plate 1:1 (1:1) - 1:0 Hugo Castillo 23, 1:1 Juan Pablo Ángel 29 |
| 23.02 Club Universidad de Chile – Atlético Nacional 4:0 (2:0) - 1:0 Ricardo Francisco Rojas 24, 2:0 Pedro Alejandro González 35, 3:0 Rodrigo Tello 87, 4:0 Clarence Acuña 89                                     |
| 29.02 Atlético Nacional – Atlas Guadalajara 2:3 (2:1) - 1:0 Tressor Moreno 28, 1:1 Miguel Ángel Zepeda 42, 2:1 Tressor Moreno 44, 2:2 Miguel Ángel Zepeda 60, 2:3 Jorge Santillana 71                            |
| 01.03 River Plate – Club Universidad de Chile 3:1 (2:0) - 1:0 Pablo Aimar 17, 2:0 Pablo Aimar 36, 3:0 Juan Pablo Ángel 58, 3:1 Clarence Acuña 85                                                                 |
| 08.03 Atlético Nacional – River Plate 1:1 (0:1) - 0:1 Juan Pablo Ángel 33, 1:1 Néider Morantes 53k |
| 08.03 Atlas Guadalajara – Club Universidad de Chile 0:0 |
| 15.03 River Plate – Atlas Guadalajara 3:2 (3:2) - 1:0 Juan Pablo Ángel 25, 1:1 Juan Pablo Rodríguez 28k, 1:2 Daniel Osorno 30, 2:2 Juan Pablo Ángel 37, 3:2 Juan Pablo Ángel 40                                  |
| 16.03 Atlético Nacional – Club Universidad de Chile 4:1 (3:0) - 1:0 Eugenio Galarcio 17, 2:0 Víctor Hugo Aristizábal 28, 3:0 León Darío Muñoz 45, 3:1 Pedro Alejandro González 74, 4:1 Elkin Darío Calle 90k     |
| 22.03 Atlas Guadalajara – Atlético Nacional 5:1 (4:0) - 1:0 Daniel Osorno 4, 2:0 Juan Pablo Rodríguez 14k, 3:0 Jorge Santillana 29, 4:0 Hugo Castillo 36, 4:1 Robinson Martínez 70, 5:1 Juan Pablo Rodríguez 86k |
| 06.04 Club Universidad de Chile – River Plate 1:1 (1:1) - 0:1 Rafael Andrés Olarra 24s, 1:1 Pedro Alejandro González 36k                                                                                         |
| 20.04 River Plate – Atlético Nacional 2:3 (2:2) - 0:1 Elkin Calle 9, 0:2 Néider Morantes 11, 1:2 Javier Saviola 24, 2:2 Víctor Eduardo Zapata 34, 2:3 Jorge Humberto Agudelo 74                                  |
| 20.04 Club Universidad de Chile – Atlas Guadalajara 3:2 (1:1) - 1:0 Diego Gabriel Rivarola 33, 1:1 Cristián Casseres 37, 1:2 Cristián Casseres 47, 2:2 Rodrigo Tello 64, 3:2 Eduardo Daniel Arancibia 72         |

| Klub                      | Mecze | Zw | Rem | Por | Pkt | BrZd | BrStr |
| ------------------------- | ----- | -- | --- | --- | --- | ---- | ----- |
| River Plate               | 6     | 2  | 3   | 1   | 9   | 11   | 9     |
| Atlas Guadalajara         | 6     | 2  | 2   | 2   | 8   | 13   | 10    |
| Club Universidad de Chile | 6     | 2  | 2   | 2   | 8   | 10   | 10    |
| Atlético Nacional         | 6     | 2  | 1   | 3   | 7   | 11   | 16    |

### Grupa 5
| 17.02 Cerro Porteño – Atlético Junior 1:0 (1:0) - 1:0 Carlos Alberto Espínola 10                                                                                           |
| 22.02 San Lorenzo de Almagro – Universitario de Deportes 3:0 (1:0) - 1:0 Ariel Maximiliano López 39, 2:0 Guillermo Franco 52, 3:0 Eduardo Nicolás Tuzzio 74k               |
| 02.03 Atlético Junior – San Lorenzo de Almagro 3:1 (2:0) - 1:0 Orlando Ballesteros 3, 2:0 Eulalio Arriaga 9, 2:1 Adrián Norberto Coria 64, 3:1 Óscar Alejandro Restrepo 82 |
| 02.03 Universitario de Deportes – Cerro Porteño 1:0 (0:0) - 1:0 Gustavo Héctor Grondona 53                                                                                 |
| 07.03 San Lorenzo de Almagro – Cerro Porteño 2:2 (1:0) - 1:0 Bernardo Daniel Romeo 8, 1:1 Estanislao Struway 68, 2:1 Lucas Andrés Pusineri 73, 2:2 Osvaldo Cohener 88      |
| 09.03 Atlético Junior – Universitario de Deportes 1:0 (1:0) - 1:0 Francisco Mosquera 31                                                                                    |
| 15.03 Atlético Junior – Cerro Porteño 2:0 (1:0) - 1:0 Óscar Alejandro Restrepo 12, 2:0 Orlando Ballesteros 55                                                              |
| 16.03 Universitario de Deportes – San Lorenzo de Almagro 1:1 (1:1) - 1:0 Eduardo Esidio 35, 1:1 Horacio Andrés Ameli 41                                                    |
| 21.03 San Lorenzo de Almagro – Atlético Junior 2:0 (1:0) - Lucas Andrés Pusineri 32, 2:0 Ariel Maximiliano López 60k                                                       |
| 21.03 Cerro Porteño – Universitario de Deportes 3:0 (0:0) - 1:0 Virgilio Ferreira 50, 2:0 Edgar Báez 72, 3:0 Jorge Luis Campos 76                                          |
| 06.04 Cerro Porteño – San Lorenzo de Almagro 3:1 - Pablo Andrés Michelini 31s, Carlos Alberto Espínola?, Osvaldo Cohener 82 – Carlos Alberto Moreno 44                     |
| 06.04 Universitario de Deportes – Atlético Junior 0:1 (0:1) - 0:1 Everth Antonio Palacios 34                                                                               |

| Klub                      | Mecze | Zw | Rem | Por | Pkt | BrZd | BrStr |
| ------------------------- | ----- | -- | --- | --- | --- | ---- | ----- |
| Atlético Junior           | 6     | 4  | 0   | 2   | 12  | 7    | 4     |
| Cerro Porteño             | 6     | 3  | 1   | 2   | 10  | 9    | 6     |
| San Lorenzo de Almagro    | 6     | 2  | 2   | 2   | 8   | 10   | 9     |
| Universitario de Deportes | 6     | 1  | 1   | 4   | 4   | 2    | 9     |

### Grupa 6
| 22.02 Rosario Central – Club Sporting Cristal 3:1 (1:0) - 1:0 Juan Antonio Pizzi 45, 2:0 Rafael Maceratesi 47, 3:0 Ezequiel González 64, 3:1 Carlos Alberto Juárez 74 |
| 22.02 Atlético Colegiales – América Cali 2:5 (2:2) - 0:1 Lorenzo Monges 18, 1:1 Juan Matto 32, 2:1 Enrique Saucedo 34, 2:2 Leonardo Moreno 40, 2:3 Néstor Salazar 60, 2:4 Leonardo Moreno 67, 2:5 Néstor Salazar 74 - mecz rozegrany w Ciudad del Este                                                        |
| 07.03 América Cali – Rosario Central 5:3 (2:2) - 0:1 Ricardo Vicente Canals 6, 0:2 Diego Fernando Latorre 27, 1:2 Leonardo Fabio Moreno 44, 2:2 Leonardo Fabio Moreno 45, 3:2 Néstor Salazar 47, 4:2 Franky Oviedo 68, 4:3 Diego Fernando Latorre 77, 5:3 Leonardo Fabio Moreno 90 - mecz rozegrany w Bogocie |
| 07.03 Club Sporting Cristal – Atlético Colegiales 3:0 (1:0) - 1:0 Roberto Holsen 45, 2:0 Carlos Alberto Juárez 57, 3:0 Aldo Olcese 65 |
| 14.03 Rosario Central – Atlético Colegiales 4:2 (3:0) - 1:0 Rafael Maceratesi 16, 2:0 Rafael Maceratesi 26, 3:0 Rafael Maceratesi 41, 4:0 Ezequiel González 63, 4:1 Ismael Martínez 77, 4:2 Antonio Denis 79                                                                                                  |
| 14.03 América Cali – Club Sporting Cristal 3:1 (1:1) - 1:0 Orlando Maturana 8, 1:1 Roberto Holsen 44, 2:1 Jairo Castillo 73, 3:1 Leonardo Fabio Moreno 77 - mecz rozegrany w Bogocie |
| 22.03 América Cali – Atlético Colegiales 2:1 (1:1) - 1:0 Gerson González 10, 1:1 Enrique Saucedo 40, 2:1 Orlando Maturana 77 - mecz rozegrany w Bogocie |
| 23.03 Club Sporting Cristal – Rosario Central 3:3 (3:1) - 1:0 Carlos Alberto Juárez 5, 1:1 Juan Antonio Pizzi 16, 2:1 Roberto Holsen 33, 3:1 Carlos Alberto Juárez 37, 3:2 Ezequiel González 63, 3:3 Rafael Maceratesi 82                                                                                     |
| 04.04 Rosario Central – América Cali 3:3 (1:0) - 1:0 Raúl Gordillo 36, 1:1 Fabián Vargas 46, 1:2 Orlando Maturana 51, 2:2 Rafael Maceratesi 56, 2:3 Orlando Maturana 75, 3:3 Juan Antonio Pizzi 90k |
| 04.04 Atlético Colegiales – Club Sporting Cristal 2:1 (1:0) - 1:0 Sergio Velázquez 42, 2:0 Víctor Ortíz 63, 2:1 Roberto Holsen 90 - mecz rozegrany w Ciudad del Este |
| 19.04 Atlético Colegiales – Rosario Central 3:3 (0:2) - 0:1 Fernando Javier Pierucci 16, 0:2 Javier Ignacio García 34, 1:2 Luis Molinas 47, 1:3 Líber Ernesto Vespa 73, 2:3 Aníbal Arce 85, 3:3 Ismael Martínez 90 - mecz rozegrany w Ciudad del Este                                                         |
| 19.04 Club Sporting Cristal – América Cali 0:2 (0:1) - 0:1 Leonardo Fabio Moreno 19, 0:2 Jairo Castillo 63 |

| Klub                  | Mecze | Zw | Rem | Por | Pkt | BrZd | BrStr |
| --------------------- | ----- | -- | --- | --- | --- | ---- | ----- |
| América Cali          | 6     | 5  | 1   | 0   | 16  | 20   | 10    |
| Rosario Central       | 6     | 2  | 3   | 1   | 9   | 19   | 17    |
| Club Sporting Cristal | 6     | 1  | 1   | 4   | 4   | 9    | 13    |
| Atlético Colegiales   | 6     | 1  | 1   | 4   | 4   | 10   | 18    |

### Grupa 7
| 15.02 SE Palmeiras – Club The Strongest 4:0 (2:0) - 1:0 Roque Júnior 7, 2:0 Galeano 39, 3:0 Basílio 62, 4:0 Pena 80                                                                                     |
| 16.02 Juventude Caxias do Sul – CD El Nacional 1:0 (0:0) - 1:0 Mabília 73 |
| 08.03 Club The Strongest – Juventude Caxias do Sul 5:1 (3:1) - 1:0 Óscar Sánchez 8, 2:0 Picoli 33s, 3:0 Sandro Coelho 38, 3:1 Adilson 45, 4:1 Antonio Vidal González 67, 5:1 Juan Berthy Suárez 90      |
| 16.03 CD El Nacional – SE Palmeiras 3:1 (2:0) - 1:0 Juan Carlos Burbano 3, 2:0 Kléber Chalá 26, 3:0 Kléber Chalá 66, 3:1 Alex 88                                                                        |
| 21.03 CD El Nacional – Club The Strongest 0:0 |
| 21.03 SE Palmeiras – Juventude Caxias do Sul 3:0 (1:0) - 1:0 Rogério 3, 2:0 Faustino Asprilla 59, 3:0 Júnior 65                                                                                         |
| 06.04 Club The Strongest – SE Palmeiras 4:2 (2:0) - 1:0 Antonio Vidal González 19, 2:0 Sandro Coelho 21, 2:1 Francisco Arce 48k, 3:1 Daniel Alejandro Delfino 55, 4:1 Índio Alagoano 74s, 4:2 Júnior 76 |
| 06.04 CD El Nacional – Juventude Caxias do Sul 2:0 (2:0) - 1:0 Ángel Fernández 27, 2:0 Kléber Chalá 37                                                                                                  |
| 12.04 Juventude Caxias do Sul – Club The Strongest 4:0 (2:0) - 1:0 Wallace 4, 2:0 Luiz Oscar 25, 3:0 Wallace 55, 4:0 Kiko 84                                                                            |
| 13.04 SE Palmeiras – CD El Nacional 4:1 (3:1) - 1:0 Pena 16, 2:0 Pena 20, 2:1 Diego Rodrigo Herrera 26, 3:1 Argel 41, 4:1 Alex 57                                                                       |
| 20.04 Juventude Caxias do Sul – SE Palmeiras 2:2 (0:1) - 0:1 César Sampaio 34, 0:2 Rogério 59, 1:2 Maurílio 61, 2:2 Luiz Oscar 71                                                                       |
| 20.04 Club The Strongest – CD El Nacional 1:4 (1:2) - 0:1 Diego Rodrigo Herrera 8, 0:2 Diego Rodrigo Herrera 33, 1:2 Antonio Vidal González 36, 1:3 Ángel Fernández 58, 1:4 Ebelio Agustín Ordóñez 85   |

| Klub                    | Mecze | Zw | Rem | Por | Pkt | BrZd | BrStr |
| ----------------------- | ----- | -- | --- | --- | --- | ---- | ----- |
| SE Palmeiras            | 6     | 3  | 1   | 2   | 10  | 16   | 10    |
| CD El Nacional          | 6     | 3  | 1   | 2   | 10  | 10   | 7     |
| Juventude Caxias do Sul | 6     | 2  | 1   | 3   | 7   | 8    | 12    |
| Club The Strongest      | 6     | 2  | 1   | 3   | 7   | 10   | 15    |

### Grupa 8
| 17.02 Clube Atlético Mineiro – Club Bolívar 1:0 (1:0) - 1:0 Ramon 28 |
| 24.02 CA Bella Vista – CD Cobreloa 1:1 (0:0) - 0:1 Paolo Vivar 69, 1:1 Diego Emanuelle 87 - mecz rozegrany został w Maldonado                                                                           |
| 01.03 Club Bolívar – CA Bella Vista 1:0 (0:0) - 1:0 Roberto Vaca 86 |
| 09.03 CD Cobreloa – Clube Atlético Mineiro 1:0 (1:0) - 1:0 Rubén Vallejos 4 |
| 14.03 CD Cobreloa – Club Bolívar 3:3 (3:0) - 1:0 Mauricio Donoso 9, 2:0 Fernando Cornejo 22, 3:0 Eduardo Bennett 40, 3:1 Wilson Sánchez 75, 3:2 Julio César Baldivieso 85k, 3:3 Julio César Ferreira 86 |
| 14.03 Clube Atlético Mineiro – CA Bella Vista 2:1 (0:0) - 1:0 Guilherme 55, 2:0 Guilherme 80, 2:1 Rodrigo Lemos 86                                                                                      |
| 22.03 CD Cobreloa – CA Bella Vista 1:1 (1:1) - 0:1 Rodrigo Lemos 7, 1:1 Fernando Cornejo 36 |
| 22.03 Club Bolívar – Clube Atlético Mineiro 4:0 (2:0) - 1:0 Linbert Pizarro 8, 2:0 Luis Gatti 22, 3:0 Jefferson Gottardi 56, 4:0 Julio César Baldivieso 73                                              |
| 04.04 CA Bella Vista – Club Bolívar 4:0 (2:0) - 1:0 Diego Emanuelle 20, 2:0 Diego Emanuelle 21, 3:0 Diego Emanuelle 51, 4:0 Juan Ramón Fleita 76 - mecz rozegrany został w Maldonado                    |
| 05.04 Clube Atlético Mineiro – CD Cobreloa 6:0 (2:0) - 1:0 Guilherme 4, 2:0 Ramon 8, 3:0 Guilherme 57, 4:0 Guilherme 69, 5:0 Guilherme 76, 6:0 Cairo 90                                                 |
| 18.04 CA Bella Vista – Clube Atlético Mineiro 1:0 (1:0) - 1:0 Juan Ramón Fleita 43 - mecz rozegrany został w Maldonado                                                                                  |
| 18.04 Club Bolívar – CD Cobreloa 4:1 (4:0) - 1:0 Jefferson Gottardi 5, 2:0 Ronald García 13, 3:0 Jefferson Gottardi 28, 4:0 Julio César Baldivieso 38, 4:1 Mauricio Donoso 70                           |

| Klub                   | Mecze | Zw | Rem | Por | Pkt | BrZd | BrStr |
| ---------------------- | ----- | -- | --- | --- | --- | ---- | ----- |
| Club Bolívar           | 6     | 3  | 1   | 2   | 10  | 12   | 9     |
| Clube Atlético Mineiro | 6     | 3  | 0   | 3   | 9   | 9    | 7     |
| CA Bella Vista         | 6     | 2  | 2   | 2   | 8   | 8    | 5     |
| CD Cobreloa            | 6     | 1  | 3   | 2   | 6   | 7    | 15    |

## 1/8 finału
| Clube Atlético Mineiro – Athletico Paranaense 1:0 i 1:2, karne 5:3 - 02.05 1:0 Reginaldo s - 11.05 Marques – Kelly, Luizinho Netto - Karne: Lincoln (+), Ramon (+), Irênio (+), Gallo (+), Guilherme (+) – Adriano Gabiru (-), Silas (+), Kelly (+), Gustavo (+) |
| Rosario Central – Corinthians Paulista 3:2 i 2:3, karne 3:4 - 03.05 Juan Antonio Pizzi, Javier Cappelletti, Rafael Maceratesi – Luizão (2) - 09.05 Juan Antonio Pizzi, Raúl Gordillo – Luizão (2), Edílson - Karne: Juan Antonio Pizzi (+), Ricardo Vicente Canals (+), Germán Rivarola (+), Ezequiel González (obronił Dida), Raúl Gordillo (obronił Dida) – Ricardinho (+), Marcos Senna (+), Luizão (+), Marcelinho Carioca (+), Edu (-) |
| CD El Nacional – Boca Juniors 0:0 i 3:5 - 03.05 0:0 - 09.05 Renán Calle, Cristian Alberto Traverso s, Edison Néstor Maldonado k – Juan Román Riquelme, Alfredo Moreno, Gustavo Barros Schelotto, Rodolfo Arruabarrena, Jorge Hernán Bermúdez |
| Cerro Porteño – River Plate 0:4 i 0:1 - 04.05 Pablo Aimar, Juan Pablo Ángel (2), Javier Saviola - 10.05 0:1 Martín Cardetti |
| Atlas Guadalajara – Atlético Junior 2:0 i 3:1 - 03.05 Juan Pablo Rodríguez (2, 1k) - 10.05 Juan Pablo Rodríguez, Daniel Osorno, Aílton – José Segundo Herrera |
| CA Peñarol – SE Palmeiras 2:0 i 1:3, karne 2:3 - 04.05 Antonio Pacheco D’Agosti, Pablo Bengoechea k - 11.05 Antonio Pacheco D’Agosti – Neném, Marcelo Ramos (2) - Karne: Pablo Bengoechea (+), Antonio Pacheco D’Agosti (+), Óscar Osvaldo Aguirregaray (obronił Marcos), Carlos Bueno (obronił Marcos) – Marcelo Ramos (+), Alex (+), Rogério (+), Euller (obronił Federico Elduayén)                                                      |
| Club América – América Cali 2:1 i 3:2 - 02.05 Braulio Luna, Cuauhtémoc Blanco – Jairo Castillo - 09.05 Cuauhtémoc Blanco (3) – Edgar Carvajal, Franki Oviedo (mecz rozegrany w Bogocie) |
| Club Nacional de Football – Club Bolívar 3:0 i 0:3, karne 3:5 - 03.05 Mario Regueiro, Gabriel Álvez k, Sergio Daniel Martínez - 10.05 Ronald García, Julio César Ferreira, Julio César Baldivieso - Karne: Jorjão (+), Alvaro Meneses (+), Diego Martín Scotti (+), Rubén Da Silva (-) – Adrián Lozano (+), Julio César Ferreira (+), Joaquín Botero (+), Wilson Sánchez (+), Julio César Baldivieso (+)                                    |

## 1/4 finału
| Clube Atlético Mineiro – Corinthians Paulista 1:1 i 1:2 - 18.05 Guilherme k – Luizão - 23.05 Guilherme k – Edílson, Ricardinho k                                   |
| River Plate – Boca Juniors 2:1 i 0:3 - 17.05 Juan Pablo Ángel, Javier Saviola – Juan Román Riquelme - 24.05 Marcelo Delgado, Juan Román Riquelme k, Martín Palermo |
| Atlas Guadalajara – SE Palmeiras 0:2 i 2:3 - 18.05 Pena, Euller - 25.05 Miguel Ángel Zepeda, Hugo Castillo – Rogério, Marcelo Ramos, Taddei                        |
| Club América – Club Bolívar 2:0 i 2:1 - 17.05 Braulio Luna, Cuauhtémoc Blanco - 25.05 José Luis Salgado, José Luis Calderón – Ronald García                        |

## 1/2 finału
| Corinthians Paulista – SE Palmeiras 4:3 i 2:3, karne 4:5 - 30.05 Ricardinho, Marcelinho Carioca, Edílson, Vampeta – Júnior, Alex, Euller - 06.06 Luizão (2) – Euller, Alex, Galeano - Karne: Ricardinho (+), Fábio Luciano (+), Edu (+), Índio (+), Marcelinho Carioca (obronił Marcos) – Marcelo Ramos (+), Roque Júnior (+), Alex (+), Faustino Asprilla (+), Júnior (+) |
| Boca Juniors – Club América 4:1 i 1:3 - 31.05 Rodolfo Arruabarrena, Antonio Daniel Barijho (2), Julio Javier Marchant – Andrés Silva - 07.06 Walter Samuel – José Luis Calderón (2), Fabián Estay |

## FINAŁ
| Boca Juniors – SE Palmeiras 2:2 i 0:0, karne 4:2 |
| 14 czerwca 2000 Buenos Aires Estadio La Bombonera (50 580) Boca Juniors – SE Palmeiras 2:2 (1:1) Sędzia: Gustavo Méndez (Urugwaj) Bramki: 1:0 Rodolfo Arruabarrena 22, 1:1 Pena 43, 2:1 Rodolfo Arruabarrena 61, 2:2 Euller 63 Żółte kartki: Christian Giménez 8, Juan Román Riquelme 59, Cristian Alberto Traverso 65, Guillermo Barros Schelotto 88 / Roque Júnior 5, Argel 60, Neném 64 Club Atlético Boca Juniors: Óscar Eduardo Córdoba – Hugo Ibarra, Jorge Hernán Bermúdez (kapitan), Walter Samuel, Rodolfo Arruabarrena, Cristian Alberto Traverso, Sebastián Battaglia, Juan Román Riquelme, Gustavo Barros Schelotto (65 César Osvaldo La Paglia), Christian Giménez (46 Martín Palermo), Antonio Daniel Barijho (46 Guillermo Barros Schelotto). Trener: Carlos Bianchi SE Palmeiras: Marcos – Neném, Roque Júnior, Argel, Júnior, Rogério, César Sampaio (kapitan), Galeano, Alex (87 Tiago), Pena (62 Marcelo Ramos), Euller (85 Faustino Asprilla). Trener: Luiz Felipe Scolari |
| 21 czerwca 2000 São Paulo Estádio do Morumbi (75 000) SE Palmeiras – Boca Juniors 0:0, karne 2:4 Sędzia: Epifanio González (Paragwaj) Karne: 1:0 Alex, 1:1 Guillermo Barros Schelotto, 1:1 Faustino Asprilla (obrona), 1:2 Juan Román Riquelme, 1:2 Roque Júnior (obrona), 1:3 Martín Palermo, 2:3 Rogério, 2:4 Jorge Hernán Bermúdez Żółte kartki: César Sampaio 54, Argel 77 / Guillermo Barros Schelotto 65, Jorge Hernán Bermúdez 76 SE Palmeiras: Marcos – Rogério, Argel, Roque Júnior, Júnior, César Sampaio (kapitan), Galeano, Alex, Marcelo Ramos (35 Faustino Asprilla), Pena (61 Basílio), Euller. Trener: Luiz Felipe Scolari. Club Atlético Boca Juniors: Óscar Eduardo Córdoba – Hugo Ibarra, Jorge Hernán Bermúdez (kapitan), Walter Samuel, Rodolfo Arruabarrena, Sebastián Battaglia, Cristian Alberto Traverso, José Basualdo, Juan Román Riquelme, Guillermo Barros Schelotto, Martín Palermo. Trener: Carlos Bianchi.                                                     |

## Klasyfikacja
Poniższa tabela ma charakter statystyczny. O kolejności decyduje na pierwszym miejscu osiągnięty etap rozgrywek, a dopiero potem dorobek bramkowo-punktowy. W przypadku klubów, które odpadły w rozgrywkach grupowych o kolejności decyduje najpierw miejsce w tabeli grupy, a dopiero potem liczba zdobytych punktów i bilans bramkowy.
| Poz                                                                      | Klub                      | Mecze | Zw | Rem | Por | Pkt | BrZd | BrStr |
| ------------------------------------------------------------------------ | ------------------------- | ----- | -- | --- | --- | --- | ---- | ----- |
| 1                                                                        | Boca Juniors              | 14    | 7  | 4   | 3   | 25  | 30   | 16    |
| 2                                                                        | SE Palmeiras              | 14    | 7  | 3   | 4   | 24  | 32   | 23    |
| 3                                                                        | Club América              | 18    | 10 | 3   | 5   | 33  | 41   | 27    |
| 4                                                                        | Corinthians Paulista      | 12    | 7  | 2   | 3   | 23  | 31   | 22    |
| 5                                                                        | Atlas Guadalajara         | 16    | 6  | 5   | 5   | 23  | 36   | 28    |
| 6                                                                        | River Plate               | 10    | 5  | 3   | 2   | 18  | 18   | 13    |
| 7                                                                        | Clube Atlético Mineiro    | 10    | 4  | 1   | 5   | 13  | 13   | 12    |
| 8                                                                        | Club Bolívar              | 10    | 4  | 1   | 5   | 13  | 16   | 16    |
| 9                                                                        | Athletico Paranaense      | 8     | 6  | 1   | 1   | 19  | 13   | 4     |
| 10                                                                       | América Cali              | 8     | 5  | 1   | 2   | 16  | 23   | 15    |
| 11                                                                       | Club Nacional de Football | 8     | 4  | 1   | 3   | 13  | 11   | 10    |
| 12                                                                       | Rosario Central           | 8     | 3  | 3   | 2   | 12  | 24   | 22    |
| 13                                                                       | CA Peñarol                | 8     | 3  | 3   | 2   | 12  | 15   | 12    |
| 14                                                                       | Atlético Junior           | 8     | 4  | 0   | 4   | 12  | 8    | 9     |
| 15                                                                       | CD El Nacional            | 8     | 3  | 2   | 3   | 11  | 13   | 12    |
| 16                                                                       | Cerro Porteño             | 8     | 3  | 1   | 4   | 10  | 9    | 11    |
| 17                                                                       | CA Bella Vista            | 6     | 2  | 2   | 2   | 8   | 8    | 5     |
| 18                                                                       | San Lorenzo de Almagro    | 6     | 2  | 2   | 2   | 8   | 10   | 9     |
| 19                                                                       | Club Universidad de Chile | 6     | 2  | 2   | 2   | 8   | 10   | 10    |
| 20                                                                       | Club Olimpia              | 6     | 2  | 2   | 2   | 8   | 13   | 17    |
| 21                                                                       | Juventude Caxias do Sul   | 6     | 2  | 1   | 3   | 7   | 8    | 12    |
| 22                                                                       | Club Blooming             | 6     | 2  | 1   | 3   | 7   | 9    | 17    |
| 23                                                                       | Alianza Lima              | 6     | 1  | 2   | 3   | 5   | 7    | 12    |
| 24                                                                       | Club Sporting Cristal     | 6     | 1  | 1   | 4   | 4   | 9    | 13    |
| 25                                                                       | Atlético Nacional         | 6     | 2  | 1   | 3   | 7   | 11   | 16    |
| 26                                                                       | Club The Strongest        | 6     | 2  | 1   | 3   | 7   | 10   | 15    |
| 27                                                                       | CD Cobreloa               | 6     | 1  | 3   | 2   | 6   | 7    | 15    |
| 28                                                                       | CD Universidad Católica   | 6     | 1  | 1   | 4   | 4   | 10   | 14    |
| 29                                                                       | Universitario de Deportes | 6     | 1  | 1   | 4   | 4   | 2    | 9     |
| 30                                                                       | Atlético Colegiales       | 6     | 1  | 1   | 4   | 4   | 10   | 18    |
| 31                                                                       | CS Emelec                 | 6     | 0  | 2   | 4   | 2   | 3    | 8     |
| 32                                                                       | LDU Quito                 | 6     | 0  | 2   | 4   | 2   | 3    | 13    |
| 33                                                                       | ItalChacao Caracas        | 6     | 1  | 5   | 0   | 8   | 9    | 7     |
| 34                                                                       | Táchira San Cristóbal     | 6     | 1  | 2   | 3   | 5   | 3    | 13    |
| Podsumowanie: 138 meczów, w tym 33 remisy, 475 bramek – 3,44 bramki/mecz |                           |       |    |     |     |     |      |       |